# Faia (Sernancelhe)
Faia ist eine Gemeinde (Freguesia) im portugiesischen Kreis Sernancelhe. In ihr leben 160 Einwohner (Stand 19. April 2021).